# Troglohyphantes draconis
Troglohyphantes draconis là một loài nhện trong họ Linyphiidae.
Loài này thuộc chi Troglohyphantes. Troglohyphantes draconis được Christa L. Deeleman-Reinhold miêu tả năm 1978.